# День, когда Земле пришёл конец (фильм, 1955)
Другие фильмы с таким же названием: см. День, когда Земле пришёл конец (фильм, 2001).
Не следует путать с американским фильмом 1980 года «День, когда время закончилось»; и с британским фильмом 1961 года «День, когда загорелась Земля».
«День, когда Земле пришёл конец» (англ. Day the World Ended) — американский независимый чёрно-белый постапокалиптический научно-фантастический малобюджетный фильм ужасов 1955 года.

## Сюжет
«То, что вы сейчас увидите, реально не происходило, но этот момент близок, и поэтому для нас, живущих в мире, этот фильм — как страшное предупреждение. Поэтому наша история начинается с КОНЦА.»
Показан ядерный взрыв. Весь мир уничтожен. Джим Мэддисон с дочерью Луизой остались живы в доме-убежище, который Джим строил десять лет. Он расположен между холмами, начинёнными свинцовыми рудами, что экранирует радиацию, у них есть электричество от генератора, запас воды и еды на несколько месяцев. Вскоре к дому приходят ещё пятеро выживших. Гламурная парочка Тони и Руби, добытчик урана геолог Рик, несущий на себе обожжённого Радека, и старик Пит со своим мулом Диабло. Джим не хочет пускать их, но на этом акте гуманизма настаивает Луиза.
Вскоре у Радека начинаются странности в поведении: он ничего не ест и не пьёт, по ночам ходит гулять в заражённый лес, где ловит и ест радиоактивных животных сырыми. Вскоре он встречает Монстра, а потом и других заражённых, которые относятся к Радеку плохо, но тем не менее он предпочёл бы жить с ними, а не в этом доме-убежище. Рик и Джим рассуждают о влиянии радиации на организм, как животные и люди мутируют, тем более Джиму есть что сказать по этому поводу: несколько лет назад он был капитаном корабля, который проводил ядерные испытания на атолле Мацула, и воочию наблюдал мутации животных, выживших в эпицентре взрыва. У них появлялись дополнительные глаза, кожа становилась гибкой, но прочной, не пробиваемой пулями.
Тем временем Рик и Луиза влюбляются друг в друга, и Джим даёт благословение на заключение брака. А Тони и Руби решают убить всех, чтобы им вдвоём еды и воды хватило не на месяц, а на три, однако Тони никак не удаётся стащить оружие ни у Джима, ни у Рика.
У озера Луиза обнаруживает следы странного крупного прямоходящего существа, и скоро такие следы начинают появляться всё ближе и ближе к дому. Джим с Риком начинают ночные дежурства, и в одно из них пропадает Диабло, уведённый Радеком. Рик, Джим, Тони и Пит отправляются на его поиски и находят обоих мёртвыми — следы говорят, что их убило «существо с огромными стальными когтями».
Пит, огорчённый потерей Диабло, уходит сквозь ядовитые испарения за холмы. Джим, пытаясь его остановить, тоже попадает под их воздействие и теперь лежит в кровати, не в силах подняться. Тем временем, Тони, угрожая ножом, уводит Луизу из убежища и сообщает ей, что «хочет оплодотворить её и остаться с ней вдвоём на Земле». В попытку изнасилования вмешивается Руби. Луиза убегает к отцу и жениху, а Тони убивает Руби и сбрасывает тело с обрыва. Вернувшись в дом, он сообщает, что «Руби осталась ещё погулять». Рик предупреждает Тони, чтобы тот не приближался к Луизе, но тот лишь смеётся в ответ.
Вскоре, купаясь в том же озере, Луиза вновь видит чудовище, а следующей ночью она просыпается и как сомнамбула уходит в лес, где монстр её и похищает. Позднее Луиза сообщает, что «слышала голоса в голове, чудовище звало меня по имени». Рик отправляется на поиски невесты, Тони и больной Джим остаются в доме вдвоём. Тони завладевает пистолетом и ощущает себя хозяином положения: он готовится убить Джима и Рика (когда и если тот вернётся) и остаться, как и хотел, вдвоём с Луизой. Джим, в очередной раз проверяя радиоэфир, обнаруживает голоса: значит, есть ещё выжившие. Он берёт пробу воды, льющейся с небес, и та оказывается чистой.
Тем временем монстр опускает Луизу на землю и та прыгает в озеро, понимая, что мутант боится воды. Подоспевший Рик стреляет в чудовище, но того не берут даже винтовочные пули. Луиза подсказывает своему жениху прыгать в воду к ней, тот так и поступает. Начинается дождь, монстр в ужасе убегает, но вскоре ливень его убивает.
Рик и Луиза возвращаются в дом, Тони целится из окна в Рика, но Джим убивает Тони из пистолета, спрятанного под подушкой.
Джим, умирая, говорит влюблённым, что «чистый дождь спасёт мир». Рик и Луиза, с рюкзаками, обнявшись, уходят прочь. На экране появляется финальная надпись «НАЧАЛО».

## В ролях
- Ричард Деннинг — Рик, геолог
- Лори Нельсон — Луиза Мэддисон
- Адель Джергенс — Руби
- Майк Коннорс — Тони Ламонт
- Пол Бёрч[англ.] — Джим Мэддисон, отец Луизы
- Реймонд Хэттон — Пит, золотоискатель-пьяница
- Пол Дубов — Радек
- Джонатан Хейз — заражённый
- Пол Блейсделл[англ.] — Монстр-мутант
- Роджер Корман — бывший жених Луизы Мэддисон на фотографии в рамке (в титрах не указан)
- Чет Хантли — рассказчик за кадром (в титрах не указан)

## Производство, критика
- Фильм был снят за 10 дней[1], преимущественно в каньоне Бронсон.
- Роджер Корман выступил режиссёром и продюсером этого фильма. Кроме того, он «сыграл» крохотную роль жениха главной героини на фотографии в рамке. Это была его четвёртая лента как режиссёра и первая картина в жанре «научно-фантастический фильм ужасов»[2].
- Костюм монстра был сделан из поролона, челюсти для него были куплены в магазине для фокусников, а когти вырезаны из белой сосны.
- Монстра-мутанта полностью создал и сыграл Пол Блейсделл[англ.], который был отнюдь не актёром, а художником, скульптором и автором спецэффектов. Из-за своего невысокого роста Блейсделл почти ничего не видел, находясь в своём костюме. Из-за этого несколько раз приходилось переснимать сцену (что нехарактерно для малобюджетных фильмов), в которой Мутант несёт на руках Луизу (Пол спотыкался, падал, натыкался на препятствия); а когда его костюм намок в сцене с ливнем, Пол едва не захлебнулся в нём.
- Фильм был выпущен в прокат кинокомпанией American International Pictures в одном блоке с картиной «Фантом с глубины 10 000 лиг». За два месяца проката эта пара фильмов вместе собрала около 400 000 долларов. Точный бюджет «День, когда Земле пришёл конец» — 96 234 доллара и 49 центов[3][4] (около 880 000 долларов в ценах 2018 года[5]); по данным TV Guide — 65 000 долларов[2].
- Самый большой гонорар за съёмку в этом фильме получил Ричард Деннинг — 7500 долларов плюс проценты от прибыли в прокате[6].
- TV Guide дал фильму две звезды из пяти, назвав его «глупым, но смешным»[2].
- В 1967 году Ларри Буханан[англ.] снял римейк «Дня…» под названием «В году 2889[англ.]», диалоги здесь повторяются практически дословно.